# Чочунский наслег
Чочунский наслег — сельское поселение в Вилюйском улусе Якутии Российской Федерации.
Административный центр — село Сыдыбыл.

## История
Статус и границы сельского поселения установлены Законом Республики Саха (Якутия) от 30 ноября 2004 года N 173-З N 353-III «Об установлении границ и о наделении статусом городского и сельского поселений муниципальных образований Республики Саха (Якутия)».

## Население
| 2002 | 2010 | 2011 | 2012 | 2013 | 2014 | 2015 |
| ---- | ---- | ---- | ---- | ---- | ---- | ---- |
| 914  | ↘868 | ↘867 | ↘862 | ↘821 | ↘810 | ↘796 |
| 2016 | 2017 | 2018 | 2019 | 2020 | 2021 |      |
| ↗800 | →800 | ↘795 | ↗801 | ↘792 | ↗803 |      |

## Состав сельского поселения
| № | Населённый пункт | Тип населённого пункта       | Население |
| - | ---------------- | ---------------------------- | --------- |
| 1 | Кюнде            | село                         | ↗207      |
| 2 | Сыдыбыл          | село, административный центр | ↗742      |